# Anthony Clark
Anthony Ian Clark (* 1. November 1977 in Derby) ist ein ehemaliger englischer Badmintonnationalspieler.

## Karriere
Seine ersten Erfolge waren die Gewinne der Juniorentitel im Einzel und Doppel in England 1996. 1997 gewann er die Czech International, 1998 die Austrian International. 1999 konnte er den EBU Circuit sowohl im Doppel als auch Mixed für sich entscheiden. Im gleichen Jahr war er im Doppel auch bei den French Open erfolgreich. Bei Olympia 2004 wurde er im Achtelfinale gestoppt. 2006 stand er sowohl im Mixed als auch im Doppel im Finale der Badminton-Weltmeisterschaft. Beide Male reichte es jedoch nur zu Silber. 
Bei der WM 2007 stand er im Mixed im Viertelfinale, während er im Doppel mit Robert James Blair bereits in Runde 2 ausschied.
2008 gewann er mit seiner Partnerin Donna Kellogg die Mixedkonkurrenz bei den Europameisterschaften in Herning.